# Sante Ciacci
Sante Ciacci (San Leo, 22 novembre 1941) è un ex ciclista su strada sammarinese.

## Biografia
Nato nel 1941 a San Leo, allora in provincia di Pesaro e Urbino nelle Marche, ora in provincia di Rimini in Emilia-Romagna, a 18 anni ha gareggiato per San Marino ai Giochi olimpici di Roma 1960, sia nella corsa in linea, sia nella cronometro a squadre insieme a Domenico Cecchetti, Vito Corbelli e Salvatore Palmucci, non terminando nessuna delle due gare.

## Piazzamenti

### Competizioni mondiali
- Giochi olimpici

Roma 1960 - In linea: ritirato
Roma 1960 - Cronometro a squadre: ritirato